# Croix du Paraclet
La croix du Paraclet est un reliquaire en forme de croix latine, composé de feuilles d'argent ciselées sur les deux faces, posées sur une âme de bois. Sa réalisation remonte au début du XIIIe siècle. Elle est conservée dans le trésor de la cathédrale Notre-Dame d'Amiens depuis 1858. Il s'agit d'une œuvre d'orfèvrerie de premier ordre par la richesse de son décor et la finesse du dessin gravé.

## Histoire
Cette croix-reliquaire dire son nom de l'abbaye Notre-Dame du Paraclet, au sud d'Amiens. Cette abbaye de moniales cisterciennes fut fondée en 1219 par Enguerrand de Boves et son épouse Adèle de Nesle dont les filles furent l'une, Marguerite, abbesse, l'autre, Elisabeth, prieure. Enguerrand avait pris part à la quatrième croisade et participé au siège de Constantinople en 1204 d'où il ramena certainement des reliques qui prirent place sur la croix. La croix a été réalisée dans le premier quart du XIIIe siècle.
La croix du Paraclet échappa aux séquestres de la Révolution française et fut donnée par les demoiselles d'Ainval de Brache, à l'évêque d'Amiens Jacques Boudinet qui la fit entrer dans le trésor de la cathédrale en 1858.
La croix du Paraclet est protégée en tant que monument historique, au titre d'objet depuis le 25 février 1899.

## La croix reliquaire
Croix-reliquaire en bois de chêne, entaillé de distance en distance pour recevoir des reliques, revêtu de lames d'argent ciselées, bordées de filigranes dorés et sertissant des pierres gravées antiques.
A l'avers, au centre, sur une plaque d'argent doré a été gravée la figure du Christ en croix. La tête penchée à droite exprime la douleur, Au-dessus, Dieu le Père. Sous les pieds du Christ, un calice recueille son sang, plus bas, un homme revêtu d'un suaire, sort d'un tombeau, son nom nous est donné par une inscription ADAN (Adam). La tige et les bras, revêtus de filigranes, autour de six logettes rectangulaires, renferment des reliques sous des plaques de cristal de roche.
Au revers, figure l'Agneau de Dieu portant la croix, sur les médaillons niellés des extrémités, sont gravés les symboles des quatre évangélistes. Dans des cristaux oblongs ont été inséré des reliques. On remarque curieusement, la présence de pierres antiques incrustées et gravées de sujets païens : le dieu Bonus Eventus tenant une couronne de laurier, Bacchus enfant à cheval sur une chèvre, Minerve casqué portant une victoire ailée, Mercure avec bourse et caducée, Mars combattant un animal fantastique, un génie lascif devant un Priape.